# 中国横断自動車道
中国横断自動車道（ちゅうごくおうだんじどうしゃどう）は、高規格幹線道路のうち中国山地を横断する路線についての、国土開発幹線自動車道（国幹道）としての路線名である。略称は中国横断道（ちゅうごくおうだんどう）。

## 路線
国土開発幹線自動車道建設法（平成13年1月6日施行、平成11年法律第160号）では、中国横断自動車道として以下の4路線が指定されている。
| 路線名     | 起点   | 主たる経過地                      | 終点   |
| ---------- | ------ | --------------------------------- | ------ |
| 姫路鳥取線 | 姫路市 | 兵庫県佐用郡佐用町付近            | 鳥取市 |
| 岡山米子線 | 岡山市 | 岡山県真庭郡落合町付近 米子市付近 | 境港市 |
| 尾道松江線 | 尾道市 | 三次市付近                        | 松江市 |
| 広島浜田線 | 広島市 | 広島県山県郡千代田町付近          | 浜田市 |

上記のうち、岡山米子線の米子市付近-境港市以外の区間が高速自動車国道の路線を指定する政令（平成20年政令第6号）で下記のとおり高速自動車国道の路線に指定されている。
| 路線名     | 起点   | 重要な経過地                                                                             | 終点   |
| ---------- | ------ | ---------------------------------------------------------------------------------------- | ------ |
| 姫路鳥取線 | 姫路市 | 兵庫県たつの市 相生市 宍粟市 佐用郡佐用町 岡山県美作市 英田郡西粟倉村 鳥取県八頭郡智頭町 | 鳥取市 |
| 岡山米子線 | 岡山市 | 岡山県総社市 加賀郡吉備中央町 高梁市 真庭市 鳥取県日野郡江府町 西伯郡伯耆町              | 米子市 |
| 尾道松江線 | 尾道市 | 広島県世羅郡世羅町 三次市 庄原市 島根県雲南市                                            | 松江市 |
| 広島浜田線 | 広島市 | 広島県山県郡北広島町 島根県邑智郡邑南町                                                  | 浜田市 |

### 姫路鳥取線
姫路鳥取線は、中国横断自動車道のうち起点を姫路市、終点を鳥取市とする路線である。ルートは中国地方の他、近畿地方にも跨っている。開通区間の道路名は中国縦貫自動車道（中国自動車道）以南が播磨自動車道、以北が鳥取自動車道である。姫路鳥取線としては一部区間が山陽自動車道・中国縦貫自動車道と重複。高速道路等ナンバリング（高速道路等路線番号）では、播磨道・鳥取道とも「E29」が割り振られている。
2022年までに西粟倉IC - 智頭ICを除く区間が供用されている。
残る区間は高速自動車国道に並行する一般国道自動車専用道路である志戸坂峠道路が開通しており、鳥取自動車道を補完している。

### 岡山米子線
岡山米子線は、中国横断自動車道のうち起点を岡山市、終点を境港市とする路線である。開通区間の道路名は中国縦貫自動車道以南が岡山自動車道、以北が米子自動車道である。岡山米子線としては一部区間が中国縦貫自動車道と重複。高速道路等ナンバリング（高速道路等路線番号）では、岡山道・米子道とも「E73」が割り振られている。
1997年までに米子市-境港市を除く区間が供用されている。
残る区間では米子IC - 米子北ICが新直轄方式で計画されているが、当面着工しない「抜本的見直し区間」に設定されている。

### 尾道松江線
尾道松江線は、中国横断自動車道のうち起点を広島県尾道市、終点を島根県松江市とする路線である。開通区間の道路名は中国縦貫自動車道以南が尾道自動車道、以北が松江自動車道である。尾道松江線としては一部区間が山陰自動車道と重複。高速道路等ナンバリング（高速道路等路線番号）では、尾道道・松江道とも「E54」が割り振られている。
建設促進期成同盟会が公募した愛称は「中国やまなみ街道」。
2015年に全線供用済み。

### 広島浜田線
広島浜田線は、中国横断自動車道のうち起点を広島市、終点を浜田市とする路線である。開通区間の道路名は中国縦貫自動車道以南が広島自動車道、以北が浜田自動車道である。広島浜田線としては一部区間が中国縦貫自動車道・山陰自動車道と重複。高速道路等ナンバリング（高速道路等路線番号）では、広島道・浜田道とも「E74」が割り振られている。
1991年に全線供用済み。

## 沿革
- 1965年（昭和40年）6月11日 : 中国横断自動車道建設法施行。予定路線2路線に関する法律案の基準が示される[7]。
  - 岡山市 - 岡山県真庭郡落合町付近 - 境港市
  - 広島市 - 浜田市
- 1966年（昭和41年）7月1日 : 中国横断自動車道として国幹道の予定路線となる[8]。
  - 岡山米子線 : 岡山市 - 岡山県真庭郡落合町付近 - 米子市付近 - 境港市
  - 広島浜田線 : 広島市 - 浜田市
- 1974年（昭和49年）12月21日 : 岡山米子線、落合IC - 落合JCT予定地（中国縦貫道重複区間）開通により初の供用開始[6]。
- 1983年（昭和58年）3月24日 : 広島浜田線、広島北IC - 広島北JCT - 千代田JCT予定地（中国縦貫道重複区間）開通により初の供用開始[6]。
- 1987年（昭和62年）6月30日 : 四全総が閣議決定。高規格幹線道路が構想される[9]。
  - 姫路・鳥取自動車道 : 姫路市 - 鳥取市
  - 陰陽連絡自動車道 : 尾道市 - 松江市
- 1987年9月1日 : 四全総を受け国幹道法改正、予定路線が以下のようになる[10]。
  - 姫路鳥取線 : 姫路市 - 兵庫県佐用郡佐用町付近 - 鳥取市
  - 岡山米子線 : 岡山市 - 岡山県真庭郡落合町付近 - 米子市付近 - 境港市
  - 尾道松江線 : 尾道市 - 三次市付近 - 松江市
  - 広島浜田線 : 広島市 - 広島県山県郡千代田町付近 - 浜田市
- 1991年（平成3年）12月7日 : 広島浜田線、千代田JCT - 旭IC開通により全線供用[6]。
- 1995年（平成7年）11月30日 : 道路審議会答申、並行する一般国道自専道による代替が示される[11]。
  - 姫路鳥取線 : 志戸坂峠道路
- 2001年（平成13年）3月24日 : 尾道松江線、宍道IC - 松江玉造IC（山陰道重複区間）開通により初の供用開始[6]。
- 2003年（平成15年）3月29日 : 姫路鳥取線、播磨JCT - 播磨新宮IC（山陽道重複区間）開通により初の供用開始[12]。
- 2003年12月22日 : 政府・与党協議会、「抜本的見直し区間」設定[13]。
  - 岡山米子線 : 米子市 - 米子市
- 2003年12月25日 : 国幹会議、新直轄方式に切り替える道路選定[14]。
  - 姫路鳥取線 : 佐用町 - 大原町、智頭町 - 鳥取市
  - 岡山米子線 : 米子市 - 米子市
  - 尾道松江線 : 尾道市 - 三次市、三次市 - 三刀屋町
- 2004年（平成16年）1月30日 : 国幹会議を受け日本道路公団に発出していた区間の施行命令の撤回[15]。
- 2006年（平成18年）2月7日 : 国幹会議、「抜本的見直し区間」の着工を凍結[3]。
  - 岡山米子線 : 米子市 - 米子市
- 2009年（平成21年）3月14日 : 姫路鳥取線、智頭IC - 河原IC開通により新直轄区間として初の供用開始[16]。
- 2010年（平成22年）11月27日 : 尾道松江線、尾道JCT - 世羅IC開通により新直轄区間として初の供用開始[17]。
- 2015年（平成27年）3月22日 : 尾道松江線、世羅IC - 吉舎IC開通により全線供用[5]。

### 註記
1. ↑  2005年に新設合併により真庭市に移行
2. ↑  2005年に新設合併により北広島町に移行